# Ophyx resignans
Ophyx resignans är en fjärilsart som beskrevs av Walker 1858. Ophyx resignans ingår i släktet Ophyx och familjen nattflyn. Inga underarter finns listade i Catalogue of Life.